# Queen: Complete Works
A Queen: Complete Works egy Georg Purvis álnevű író könyve a brit Queen rockegyüttesről. Az írónak ez az egyetlen könyve, a valódi neve nem nyilvános, de ismert mint a Queennel kapcsolatos weboldalak közreműködője. A könyv nem az együttes történetét meséli el, hanem több ezer címszóban ír az összes albumukról és dalaikról, valamint az előd és utódzenekarok, és a tagok szólóanyagairól. Az első kiadás az egészen korai időktől nagyjából 2006-ig jut el, és tárgyalja a Queen + Paul Rodgers formációt is. Amellett, hogy sokan rendkívül részletes műnek tartják, kritikák érték amiatt, hogy az író szubjektív véleménye alapján értékeli is a lemezeket, valamint hogy nem nyújt túl sok igazán új részletet, inkább csak az eddig fellelt információkat gyűjti össze.
A második, átdolgozott kiadás szerkesztését 2011-ben zárták le. A szerző szerint a könyvbe annyi új információ került, és olyan sok bejegyzést írt újra, hogy a második kiadás gyakorlatilag egy teljesen új könyv lett.

## Tartalom
- Első fejezet – Pre Queen

A Queen elődzenekarok története
- Második fejezet – Az albumok

A stúdióalbumok részletes bemutatása
- Harmadik fejezet – A dalok

Az összes albumon megjelent és meg nem jelent, koncerten előadott dal bemutatása
- Negyedik fejezet – A Queen élőben

A Queen turnéinak, és jelentősebb fellépéseinek bemutatása
- Ötödik fejezet – Válogatások és együttműködések

A válogatásalbumok, és más előadókkal való együttműködések bemutatása
- Hatodik fejezet – Egyéb média

Az egyéb médián (videó, musical, számítógépes játék stb.) megjelent anyagok bemutatása
- Hetedik fejezet – Post Queen

Freddie Mercury halála utáni történések bemutatása
- Nyolcadik fejezet – Kislemez diszkográfia

A kislemezek részletes felsorolása